# Nemotelus rufoabdominalis
Nemotelus rufoabdominalis is een vliegensoort uit de familie van de Stratiomyidae. De wetenschappelijke naam van de soort is voor het eerst geldig gepubliceerd in 1923 door Cole.